# Schnarrenberg (Auenwald)

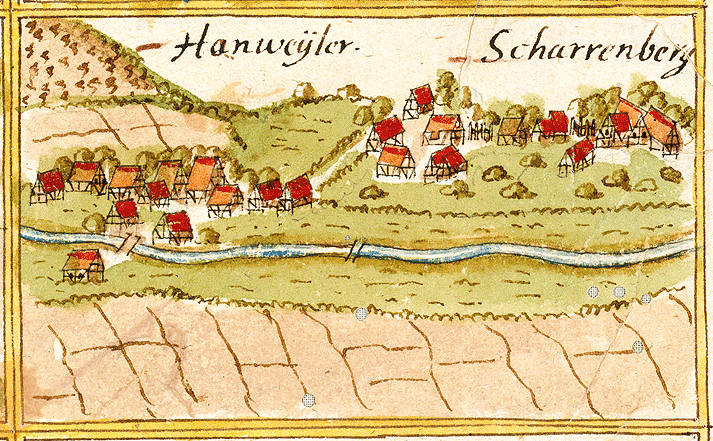
Schnarrenberg (Scharrenberg) neben Hohnweiler (Hanweyler) um 1686 im Forstlagerbuch von Andreas Kieser

Schnarrenberg (auch Scharrenberg genannt) ist eine Wüstung, die bei Hohnweiler in der Gemeinde Auenwald im baden-württembergischen Rems-Murr-Kreis liegt. Über die ehemalige Siedlung ist heute nicht mehr viel bekannt.

## Geschichte
Der Name Schnarrenberg leitet sich wahrscheinlich von der Misteldrossel (frühneuhochdeutsch Schnarre) ab. Schnarrenberg war mit Däfern, Lippoldsweiler, und Hohnweiler Bestandteil des Amts Ebersberg. In Schnarrenberg und in dem benachbarten Hohnweiler waren die Herren von Urbach begütert. Im Jahre 1426 verkauften Georg von Urbach und seine Frau Ursula von Schellenberg Güter zu Hohnweiler und Schnarrenberg an die Grafen Ludwig und Ulrich von Württemberg. Schnarrenberg wird in Urkunden von 1439 und 1569 erwähnt. Auch nach dem Dreißigjährigen Krieg war der Ort noch existent, dies belegt eine Ansicht aus Andreas Kiesers Forstlagerbuch von 1686. Dieser bezeichnet den Ort als Scharrenberg. Wann und wie Schnarrenberg danach abgegangen ist, ist unklar. Nach einer Ansicht ging Schnarrenberg in Hohnweiler auf.